# Wally Bragg
Walter Leonard Bragg, conosciuto principalmente come Wally Bragg (Twickenham, 8 luglio 1929 – Twickenham, 6 marzo 2016) è stato un calciatore inglese, di ruolo centrocampista.

## Carriera
Nel 1946 il Brentford lo preleva dai dilettanti del Twickenham Celtic, cedendolo in prestito all'Hounslow Town, club semiprofessionistico di Corinthian League, per la stagione 1946-1947; a fine stagione torna nel club, esordendo in prima divisione nella First Division 1946-1947. Al momento del suo esordio era il più giovane giocatore ad aver mai giocato una partita ufficiale con la prima squadra del Brentford.
A fine stagione il club retrocede in seconda divisione; nei 2 anni seguenti Bragg, anche a causa del servizio militare, non gioca ulteriori partite. Torna a scendere in campo nella stagione 1951-1952, in cui mette a segno una rete in 10 presenze nel campionato di Second Division. Nei 2 anni successivi gioca poi regolarmente da titolare (79 presenze e 6 reti in seconda divisione, più 6 presenze in FA Cup). Continua a giocare con buona continuità anche nei 3 campionati tra il 1954 ed il 1957, tutti in Third Division South, nei quali totalizza complessivamente 71 presenze e 4 reti, arrivando così ad un totale di 168 presenze (di cui 161 in campionato) e 6 reti in partite ufficiali con il Brentford.
Al momento della sua morte, il 6 marzo 2016, era l'ultimo calciatore ancora in vita ad aver giocato una partita di prima divisione nel Brentford.